# Opuntia crassa
Opuntia crassa là một loài thực vật có hoa trong họ Cactaceae. Loài này được Haw. mô tả khoa học đầu tiên năm 1819.